# Východní Slovácko
Východní Slovácko je svazek obcí v okresu Uherské Hradiště, jeho sídlem je Vlčnov a jeho cílem je rozvoj regionu. Sdružuje celkem 6 obcí a byl založen v roce 2005.

## Obce sdružené v mikroregionu
- Bystřice pod Lopeníkem
- Bánov
- Korytná
- Nivnice
- Suchá Loz
- Vlčnov